# 山岡町立山岡小学校久保原分校
山岡町立山岡小学校久保原分校（やまおかちょうりつ　やまおかしょうがっこう　くぼはらぶんこう）は、かつて岐阜県恵那郡山岡町（現・恵那市）に存在した公立小学校の分校。

## 概要
- 山岡小学校の分校であり、山岡町東部（旧・遠山村）の久保原地区の児童が通学していた。1974年廃校。

## 沿革
- 1873年（明治6年） - 久保原村に泰恵義校が開校。林昌寺を仮校舎とする。
- 1879年（明治12年）12月 - 久保原村字中畑[注釈 2]に校舎を新築し移転。同時に久保学校に改称する。
- 1886年（明治19年） - 久保簡易科小学校に改称する。
- 1893年（明治26年）1月 -
  - 山田尋常簡易科小学校に統合され、山田尋常高等小学校久保原分教場となる。尋常科1～3年生が通学する。
- 1897年（明治30年）4月1日 - 馬場山田村、久保原村、上手向村が合併し、遠山村が発足。
- 1898年（明治31年）2月 - 遠山尋常高等小学校久保原分教場に改称する。
- 1900年（明治33年） - 就学率増加で教室数が不足したため、高等科は旧・手向尋常小学校校舎で授業を行う。
- 1919年（大正8年） -遠山村大字久保原字梅平に校舎を新築し移転。
- 1947年（昭和22年）4月1日 - 遠山村立遠山小学校久保原分校に改称する。
- 1955年（昭和30年）3月1日 - 遠山村と鶴岡村が合併し、山岡町が発足。同時に山岡町立山岡東小学校久保原分校に改称する。
- 1964年（昭和39年）3月31日 - 山岡東小学校と山岡西小学校が統合され、山岡小学校が開校。久保原分校は山岡小学校に移管される。
- 1965年（昭和40年） - 山岡町の小学校の分校の統廃合が検討されるが、久保原分校は存続となる[注釈 3]。
- 1974年（昭和49年）3月 - 廃校。